# Elisha Owusu
Elisha Owusu (* 7. November 1997 in Montreuil, Frankreich) ist ein ghanaisch-französischer Fußballspieler, der seit Januar 2023 beim französischen Erstligisten AJ Auxerre unter Vertrag steht.

## Karriere
Elisha Owusu wurde in Montreuil, Seine-Saint-Denis als Sohn ghanaischer Eltern geboren und begann im Alter von sechs Jahren beim SC Air Bel in Marseille mit dem Fußballspielen. Im Jahr 2009 wechselte er in die Jugendabteilung von FC Bourgoin-Jallieu und ein weiteres Jahr später trat er der Nachwuchsakademie von Olympique Lyon bei. Mit der U17-Mannschaft gewann er in der Saison 2013/14 die französische U17-Meisterschaft.
Während der Saison 2014/15 stand er erstmals in der Reservemannschaft Olympique Lyon II im Spieltagskader. Am 21. März 2015 (18. Spieltag) debütierte Owusu bei der 1:2-Auswärtsniederlage gegen Grenoble Foot in der Championnat National 2, als er in der 45. Spielminute für Jérémy De Sousa eingewechselt wurde. Am 16. Mai 2015 (29. Spieltag) traf er beim 4:2-Auswärtssieg gegen die US Le Pontet Grand Avignon erstmals für die Reserve. In dieser Spielzeit absolvierte er fünf Ligaspiele und in der nächsten Saison 2015/16 kam er nur zu einem Einsatz. Im Verlauf der Spielzeit 2016/17 etablierte er sich in der Startformation der zweiten Mannschaft. Am 23. Februar 2017 unterzeichnete er seinen ersten professionellen Vertrag bei OL. In dieser Saison bestritt er 18 Ligaeinsätze, in denen er ohne Torerfolg blieb. Einen Treffer konnte er in 25 Ligaeinsätzen in der Spielzeit 2017/18 verzeichnen, in der er auch erstmals bei der Herrenmannschaft auf der Reservebank saß.
Um Spielpraxis auf höherem Niveau sammeln zu können, wurde er am 1. Juli 2018 für die gesamte Saison 2018/19 an den Zweitligisten FC Sochaux ausgeliehen. Am 27. Juni 2018 (1. Spieltag) debütierte er bei der 0:1-Auswärtsniederlage gegen Grenoble Foot für die Lionceaux. Er wurde unter dem Cheftrainer José Manuel Aira rasch zum unumstrittenen Stammspieler. In dieser Spielzeit bestritt er 33 Ligaspiele und kehrte anschließend nach Lyon zurück.
Zur Saison 2019/20 wechselte Elisha Owusu zum belgischen Erstligisten KAA Gent, wo er einen Vierjahresvertrag unterzeichnete. Am 28. Juli 2019 (1. Spieltag) debütierte er beim 1:1-Unentschieden gegen den RSC Charleroi für De Buffalo’s. Er ist seit seiner Ankunft unumstrittener Stammspieler im defensiven Mittelfeld und absolvierte in seiner ersten Spielzeit im Verein 27 von 29 möglichen Ligaspiele bis zum Abbruch der Saison infolge der COVID-19-Pandemie sowie 14 Europapokal-Spiele einschließlich Qualifikation. In der Saison 2020/21 bestritt er 25 von 40 möglichen Ligaspielen sowie 3 Pokal- und 7 Europapokal-Spielen. In der Saison 2021/22 waren es 23 von 40 möglichen Ligaspielen, vier Pokalspiele und acht Spiele in der Conference League einschließlich Qualifikation. Nachdem er in der Saison 2022/23 neun von 20 möglichen Ligaspielen, zwei Pokalspiele und vier Spiele in der Conference League bestritten hatte, wechselte er Mitte Januar 2023 sechs Monate vor Ablauf seines Vertrages zum französischen Erstligisten AJ Auxerre und unterschrieb dort einen Vertrag bis zum Ende der Saison 2024/25.

## Nationalmannschaft
Am 29. März 2022 spielte er erstmals in der ghanaischen Nationalmannschaft im Rahmen eines Qualifikationsspieles zur Weltmeisterschaft 2022 gegen Nigeria. Es folgten zwei Freundschaftsspiele vor der Weltmeisterschaft.
Bei der Weltmeisterschaft 2022 gehörte er zum ghanaischen Kader, wurde aber bei keinem Gruppenspiel eingesetzt.

## Erfolge
- Belgischer Pokalsieger: 2022